# Золотухино (Курська область)
Золотухино (рос. Золотухино) — робітниче селище в Золотухинському районі Курської області Російської Федерації.
Населення становить 4487 осіб. Входить до складу муніципального утворення селище Золотухино.

## Історія
Населений пункт розташований на території українського етнічного та культурного краю Східна Слобожанщина.
Від 2004 року входить до складу муніципального утворення селище Золотухино.

## Населення
| 1939  | 1959  | 1970  | 1979  | 1989  | 2002  | 2009  |
| ----- | ----- | ----- | ----- | ----- | ----- | ----- |
| 2386  | ↗3243 | ↗4480 | ↗4825 | ↗5447 | ↘4999 | ↘4540 |
| 2010  | 2012  | 2013  | 2014  | 2015  | 2016  | 2017  |
| ↗4702 | ↘4591 | ↘4589 | ↗4615 | ↘4613 | ↘4607 | ↘4579 |
| 2018  | 2019  | 2020  | 2021  |       |       |       |
| ↘4493 | ↘4418 | ↘4304 | ↗4487 |       |       |       |